# 코난 (토크 쇼)
코난은 미국 TBS에서 2010년부터 2021년까지 방영된 미국의 심야 토크쇼이다. 코미디언 코난 오브라이언 진행을 맡았다.

## 역사
2016년 내한해 대한민국 에피소드를 찍었다. 스티븐 연과 함께 했으며, 판문점, 코엑스 아쿠아리움, 광화문 세월호 추모 현장, 절, 노량진 수산시장, JYP 엔터테인먼트, 국기원 등을 방문했다.

## 수상
| 연도   | 상                        | 부문                                                       | 결과 |
| ------ | ------------------------- | ---------------------------------------------------------- | ---- |
| 2011년 | 제63회 프라임타임 에미 상 | 버라이어티, 음악 및 코미디 시리즈 우수상                   | 후보 |
| 2011년 | 제63회 프라임타임 에미 상 | 버라이어티, 음악 및 코미디 시리즈 작가 우수상              | 후보 |
| 2011년 | 제63회 프라임타임 에미 상 | 버라이어티, 음악 및 코미디 시리즈 조명 디자인, 감독 우수상 | 후보 |
| 2011년 | 제63회 프라임타임 에미 상 | 상호작용 미디어 창작 우수상                                | 후보 |
| 2012년 | 제64회 프라임타임 에미 상 | 상호작용 미디어 창작 우수상                                | 수상 |
| 2013년 | 제65회 프라임타임 에미 상 | 상호작용 미디어 창작 우수상                                | 후보 |